# Vakuf Hovadže Kemaludina (Mekteb)
 Stambeno-poslovni objekat Vakufa Hovadža Kemaludina (poznat kao Mekteb), objekat je u središtu Sarajeva. Podignut je na mjestu nekadašnjeg ženskog mekteba Hovadže Kemaludina. Objekat predstavlja jedno od najznačajnijih ostvarenja moderne u Sarajevu iz razdoblja između dva svjetska rata. Ima veliku dokumentarnu vrijednost u sklopu ambijentalne cjeline Ferhadija ulice u najstrožem središtu Sarajeva. Objekat je nacionalni spomenik Bosne i Hercegovine.

## Povijest
Ulica Ferhadija, gdje je smješten objekat Vakufa Hovadža Kemaludina (Mekteb), nosi ime po mahali bosanskog sandžakbega Ferhat-bega. Ulica je formirana u 16. vijeku, s tim da je prvo formiran istočni dio u Gazi Husrev-begovoj mahali godine 1531, a duži zapadni dio, nazvan i Mala Ferhadija nastao je oko 1562. godine. Mala Ferhadija je dopirala do mahale Ćemaluša gdje je prije 1515. godine podignuta džamija Hovadže Kemauludin (Ćemaluševa), uz koju se nalazilo mezarje, česma i vakufski ženski mekteb. Krajem tridesetih godina 20. stoljeća srušeni su i džamija i mekteb. Na njihovim mjestima su izgrađeni vakufski objekti. Na mjestu mekteba je napravljena stambeno-poslovna uglovnica, dok je na mjestu džamije podignut kompleksan stambeno-poslovni objekat, u čijem se sastavu nalazi Vakufski neboder.
Tridesetih godina, sa studija arhitekture na nekim od najprestižnijih europskih akademija u Sarajevo se vraća grupa mladih arhitekata školovanih pod utjecajem moderne. Sa studija na Visokoj tehničkoj školi u Pragu, vratili su se braća braća Kadić. Reuf Kadić je studenog 1935. godine počeo raditi u Vakufskoj direkciji u Sarajevu na mjestu voditelja Tehničkog ureda i glavnog arhitekta. Na tom poslu ostao je do augusta 1942. godine. Za Vakufsku direkciju je projektirao i realizirao preko pedeset projekata.
Autor projekta stambeno - poslovnog objekta Vakufa Hovadža Kemaludina (Mekteb), je Reuf Kadić, iako postoji pretpostavka da je zajedničko djelo obojice braće Kadić. Objekat je u vrijeme gradnje spadao u najreprezentativnije i najopremljenije stambene objekte u gradu.  U vrijeme izgradnje, bio je jedan od najopremljenijih stambeno-poslovnih objekata u gradu, Imao je instalacije telefona, električne energije i plina, dok se grijanje vršilo pećima na čvrsto gorivo. Objekat je na katovima imao stambenu funkciju, a u prvobitnoj formi, u prizemlju je radila čuvena sarajevska slastičarna Ramis. U funkcionalnom smislu, objekat je podijeljen na prizemlje gdje se nalaze poslovni prostori i spratove koji imaju stambenu funkciju.
U pogledu oblikovanja fasada, rađena je u duhu moderne. Fasade objekta su podijeljene na prizemni dio gdje se ističu široke ostakljene površine poslovnih prostora i katni dijelovi fasada obloženi su zelenom keramikom, na kojima se pojavljuju konzolni istatci sa trakastim prozorima i širokim ostakljenim površinama lođa.

## Vanjske povezice
- Sarajevo kroz historiju